# Lissonota aspera
Lissonota aspera är en stekelart som beskrevs av Bain 1970. Lissonota aspera ingår i släktet Lissonota och familjen brokparasitsteklar. Inga underarter finns listade i Catalogue of Life.